# Azithromycin
Azithromycin ist eine organische chemische Verbindung, die als antibiotisch wirkender Arzneistoff zu den Makrolidantibiotika gehört. Da das als Glycosid vorliegende makrocyclische Lacton im großen Ring ein N-Atom enthält, zählt Azithromycin zu den Azaliden, einer Untergruppe der Makrolide.

## Geschichte
Eine Forschergruppe des pharmazeutischen Unternehmens Pliva in Zagreb im damaligen Jugoslawien um Slobodan Dokić, Gabrijela Kobrehel, Gorjana Radobolja-Lazarevski und Zrinka Tamburašev entdeckte Azithromycin 1979/1980. Es wurde 1981 patentiert und war ab 1988 als Sumamed im Bereich des sozialistischen Mittel-Osteuropas erhältlich. Bereits 1986 wurde mit Pfizer ein Vertrag geschlossen, der diesem 1991 die Markteinführung in Westeuropa und außerhalb Europas unter dem Handelsnamen Zithromax ermöglichte.

## Anwendung
Azithromycin findet Anwendung bei Infektionen der Atemwege einschließlich Lungenentzündungen, akuter Exazerbation der chronischen Bronchitis, Nasennebenhöhlenentzündungen, Entzündungen im Rachenbereich und Mandelentzündungen. Weiterhin wird Azithromycin bei akuten Mittelohrentzündungen, Haut- und Wundinfektionen, Lyme-Borreliose, bakterieller Konjunktivitis, bei Urethritis durch Chlamydien und zur Prophylaxe sogenannter MAK-Infektion (Mycobacterium-avium-intrazellulare-Komplex-Infektion) bei immungeschwächten Patienten verwendet.
Bei Hunden hat der Wirkstoff eine gute Wirksamkeit gegen die Canine Papillomatose.

### Dosierung
Bei Infektionen der Atemwege und Otitis media werden täglich 500 mg Azithromycin über drei Tage verabreicht. Bei einer Infektion mit Chlamydien erfolgt die Einnahme der gleichen Gesamtdosis hingegen als eine einmalige Gabe von 1500 mg Azithromycin.

### Schwangerschaft und Stillzeit
Nach aktuellem Wissensstand erhöht Azithromycin nicht das Fehlbildungsrisiko, wenn es von schwangeren Frauen eingenommen wird. Aufgrund der besseren Datenlage sind jedoch Penicilline und Cephalosporine zu bevorzugen.
Bei Einnahme in der Stillzeit zeigen gestillte Kinder meist keine Symptome, bis auf vereinzelte dünnere Stuhlgänge.

## Wirkmechanismus
Makrolid-Antibiotika behindern den Prozess der Proteinbiosynthese während der Verlängerungsphase der Proteinkette am Ribosom durch Bindung an die 50S-Untereinheit der bakteriellen Ribosomen. Durch ihre Bindung blockieren sie die Translokation, also die Verlagerung der Peptidyl-t-RNA von der Akzeptorstelle zur Donorstelle. Dadurch kommt es zu einer vorzeitigen Unterbrechung der Proteinbiosynthese und somit zur bakteriostatischen Wirkung. Azithromycin wirkt etwas schlechter gegen grampositive, aber etwas besser gegen gramnegative Bakterien als andere Makrolide.
Besonders an diesem Wirkstoff ist seine hohe Verweildauer in den betroffenen Geweben, also Hals, Rachen, Atemwege. So wird er auch in den körpereigenen Abwehrzellen stark angereichert, aber nur sehr langsam abgebaut.
Der Vorteil dieser Eigenschaft: Das Medikament muss nur drei Tage vom Patienten eingenommen werden, wirkt aber durch den verzögerten Abbau bis zu vier Tage nach. Dadurch wird die negative Wirkung auf den Verdauungsapparat vermindert. Der Nachteil ist eine lange Verweildauer in zu geringer Konzentration im Körper. Hierdurch wird die Resistenzbildung begünstigt, da das Keimwachstum nicht mehr gehemmt wird, die Erreger aber immer noch der Substanz ausgesetzt sind.

## Pharmakokinetik
Die Bioverfügbarkeit von Azithromycin beträgt ca. 37 %, wobei maximale Plasmakonzentrationen nach 2–3 Stunden gemessen werden. Es verteilt sich stark im Gewebe, sodass die Konzentrationen dort höher sind als im Plasma. Die Halbwertszeit im Gewebe beträgt 2–4 Tage.
Anders als andere Makrolide, wie bspw. Erythromycin, zeigt Azithromycin keine Interaktion mit CYP450-Enzymen, weshalb typische Wechselwirkungen nicht erwartet werden. Aufgrund der Verlängerung der QT-Zeit soll Azithromycin allerdings nicht mit Arzneistoffen kombiniert werden, die diese auch verlängern.
Azithromycin ist von Kreuzresistenzen anderer Makrolide betroffen.

## Unerwünschte Wirkungen
Häufig (unter 10 % der Patienten):
Störungen im Magen-Darm-Trakt wie Appetitlosigkeit, Übelkeit, Erbrechen,
Durchfall, weicher Stuhl, Bauchschmerzen sowie Bauchkrämpfe, Verdauungsstörungen und Verstopfung.
Gelegentlich (unter 1 % der Patienten):
Blähungen, Störungen des Geschmacksinns, Pilzinfektionen, Scheidenentzündungen, allergische Reaktionen mit Hautausschlag, Juckreiz und Nesselfieber, Nervosität, Benommenheit, Schläfrigkeit, Kopfschmerzen, Missempfindungen (Parästhesien) und Müdigkeit.
Selten (unter 0,1 % der Patienten):
Schwindel, Krämpfe, Krampfanfälle, Hyperaktivität, aggressive Reaktionen,
Unwohlsein, Schwäche, Erregung, Angst, tiefer Blutdruck, Herzklopfen, Herzrhythmusstörungen, schwere anhaltende Durchfälle, Lichtempfindlichkeitsreaktionen (Hautreaktionen in
Zusammenhang mit Sonnenlicht), Gelenkschmerzen und Zungenverfärbung.
Sehr selten sind schwere allergische Reaktionen beobachtet worden.
Unter einer Therapie mit Azithromycin kann es zu einem Anstieg der Transaminasen kommen. Bei schweren Leberfunktionsschäden ist Azithromycin daher kontraindiziert. Eine weitere Kontraindikation sind bekannte allergische Reaktionen gegen Azithromycin oder andere Antibiotika aus der Gruppe der Makrolide.
Azithromycin hat ein ototoxisches Potential. Aus diesem Grund kommt es in seltenen Fällen zu einem Tinnitus. Die dabei entstandene Schädigung auf das Innenohr soll reversibel sein.
In einer amerikanischen Studie wurde festgestellt, dass während einer 5-tägigen Therapie mit Azithromycin das Risiko für einen Herztod geringfügig steigt. Dabei wurde ein zusätzlicher kardiovaskulärer Todesfall pro 21.000 behandelter Patienten (number needed to harm: 1:21.000) beobachtet, insbesondere bei Patienten, die schon vorher an kardiovaskulären Erkrankungen gelitten haben. Dies muss jedoch gegen die eventuell wirksamere Behandlung als durch andere Antibiotika abgewogen werden. Eine weitere große dänische landesweite Kohortenstudie konnte jedoch bei Patienten unter 65 Jahren kein erhöhtes Mortalitätsrisiko aufzeigen, so dass die Gabe bei herzgesunden jungen Patienten kein erhöhtes Risiko darstellt.

## Handelsnamen
Monopräparate
Azyter (D), InfectoAzit (D), Ultreon (D), Zithromax (D, A, CH), Azi-Teva (D), Sumamed (HR, PL, RS), zahlreiche Generika (D, A, CH), Azitromicina (Costa Rica, Dominikanische Republik, Ecuador, Kolumbien, Mexiko, Peru), Azicip (Indien), Азимед/Azimed (Ukraine).

## Umwelt
Azithromycin wird unter normalen Bedingungen in der Kläranlage nicht vollständig abgebaut und gelangt so in die Gewässer. 2020 wurde in der Schweiz neben Clarithromycin und Diclofenac für Azithromycin ein Grenzwert in Oberflächenwässern festgelegt.